# Hyphydrus celebensis
Hyphydrus celebensis är en skalbaggsart som beskrevs av Olof Biström 1983. Hyphydrus celebensis ingår i släktet Hyphydrus och familjen dykare. Inga underarter finns listade i Catalogue of Life.